# Spadskinn
Spadskinn (Stereopsis vitellina) är en svampart som först beskrevs av Charles Bagge Plowright, och fick sitt nu gällande namn av D.A. Reid 1965. Enligt Catalogue of Life ingår Spadskinn i släktet Stereopsis,  och familjen Meruliaceae, men enligt Dyntaxa är tillhörigheten istället släktet Stereopsis,  och familjen Podoscyphaceae. Arten är reproducerande i Sverige. Inga underarter finns listade i Catalogue of Life. Man har trott att spadskinns ekologi är ektmyokorrhizal på grund av att den är beroende av skogar med lång kontinuitet, men den kan i själva verket vara saprotrofisk på grund av att den finns kvar efter dikning https://onlinelibrary.wiley.com/doi/abs/10.1111/gcb.14722.